# Undvigelseshastighed
 Der er for få eller ingen kildehenvisninger i denne artikel, hvilket er et problem. Du kan hjælpe ved at angive troværdige kilder til de påstande, som fremføres i artiklen.

Undvigelseshastighed er den fart et himmellegeme eller rumfartøj skal have for at kunne undvige tyngdefeltet fra (og dermed forlade) et andet himmellegeme uden på noget tidspunkt at falde tilbage mod, eller forblive i kredsløb om dette legeme. Størrelsen af denne fart afhænger af afstanden til og massen af det legeme, der skal "undviges fra".
Jordens undvigelseshastighed er cirka 11,186 km/s (6,951 mi/s; 40.270 km/t; 36.700 fd/s; 25.020 mi/t; 21.744 kn) ved overfladen. For eksempel skal interplanetariske sonder accelereres til en fart i denne størrelsesorden for at kunne forlade Jorden helt.
Dette udtryk kan også kaldes for undvigelsesfarten, da der ikke er specificeret en retning.

## Beregning
Størrelsen {\displaystyle v_{\text{esc}}}, der altså er den hastighed, et objekt skal have for at undslippe tyngdekraften fra et himmellegeme, afhænger af legemets masse {\displaystyle M} og afstanden {\displaystyle r} til dets massemidtpunkt. Der gælder, at:

{\displaystyle v_{\text{esc}}={\sqrt {\frac {2GM}{r}}}}

hvor G er den universelle gravitationskonstant. Det ses, at undvigelseshastigheden er uafhængig af massen af det, der skal undvige.
Rumfartøjer der skal forlade Jorden helt, bliver som regel først anbragt i en parkeringsbane omkring Jorden, før de igen starter deres raketmotorer og accelererer til op over undvigelseshastigheden. Den hastighed {\displaystyle v_{o}} som fartøjet skal have for at opretholde den cirkelformede parkeringsbane, står i et bestemt forhold til undvigelseshastigheden, idet:

{\displaystyle v_{\text{esc}}={\sqrt {2}}v_{o}}[kilde mangler]

Når fartøjet forlader parkeringsbanen, skal det øge farten med ca. 41,4% – dette forhold er helt konstant; det gælder for alle objekter i cirkulære parkeringsbaner om en hvilken som helst planet eller stjerne.
Den potentielle energi for et (lille) legeme i tyngdefeltet af et andet (og meget større) legeme er altid negativ, så længe afstanden mellem legemerne ikke er uendelig stor. Den kinetiske energi ("bevægelsesenergien") for det lille legeme er positiv, og vil overstige den numeriske størrelse af den potentielle energi hvis legemet overstiger undvigelseshastigheden.

## Udledning af formlen
Formlen for undvigelseshastigheden kan udledes matematisk. Når et legeme {\displaystyle P} skal bevæge sig væk fra et himmellegemes tyngdefelt, må det gælde, at det i forhold til himmellegemets massemidtpunkt skal bevæge sig fra dets startafstand {\displaystyle r} til den afstand, hvor tyngdefeltet slutter. Den afstand kan benævnes {\displaystyle r_{2}}. Dvs. at den potentielle energi vil ændre sig med størrelsen {\displaystyle \Delta U}; den potentielle energiændring er givet ved tyngdekraften {\displaystyle F_{g}} gange distanceændringen eller mere præcist ved arealet under grafen som funktion af distancen {\displaystyle r}. Dvs. at det bestemte integral for tyngdekraften i intervallet {\displaystyle r} til {\displaystyle r_{2}} skal findes:
{\displaystyle \Delta U=\int _{r}^{r_{2}}\!F_{g}(r)\,\mathrm {d} r}
Tyngdekraften som funktion af distancen er givet ved
{\displaystyle F_{g}(r)={\frac {GMm}{r^{2}}}},
hvor {\displaystyle G} er den universelle gravitationskonstant, {\displaystyle M} er himmellegemets masse, og {\displaystyle m} er massen af {\displaystyle P}.
Det bestemte integral bliver altså:
{\displaystyle \Delta U=\int _{r}^{r_{2}}\!{\frac {GMm}{r^{2}}}\,\mathrm {d} r}
Det ubestemte integral findes, og værdierne sættes ind
{\displaystyle \Delta U=-{\frac {GMm}{r_{2}}}-(-{\frac {GMm}{r}})={\frac {GMm}{r}}-{\frac {GMm}{r_{2}}}}
Da tyngdefeltet ikke ender, skal {\displaystyle r_{2}} gå mod uendelig. Derved forsvinger det andet led:
{\displaystyle \Delta U={\frac {GMm}{r}}}
Man har nu et udtryk for ændringen i potentiel energi, når et legeme forlader et tyngdefelt. Ved total energibevarelse, dvs. at der fx ikke er luftmodstand, vil ændringen modsvares af en minimum lige så stor negativ ændring i kinetisk energi {\displaystyle \Delta K}. Den kinetiske energi er givet ved en halv gange massen gange kvadratet af starthastigheden, der er lig undvigelseshastigheden eller højere. Ved minimumhastighed skal det altså være:
{\displaystyle \Delta K=-{\frac {1}{2}}mv_{\text{esc}}^{2}}
Det skal gælde, at
{\displaystyle 0=\Delta U+\Delta K={\frac {GMm}{r}}+(-{\frac {1}{2}}mv_{\text{esc}}^{2})={\frac {GMm}{r}}-{\frac {1}{2}}mv_{\text{esc}}^{2}}
Af denne ligning kan man finde et udtryk for undvigelseshastigheden. Først trækkes den kinetiske energiændring fra på begge sider, og der deles med massen af {\displaystyle P} på begge sider:
{\displaystyle {\frac {1}{2}}v_{\text{esc}}^{2}={\frac {GM}{r}}}
Man ganger nu med 2 og tager kvadratroden:
{\displaystyle v_{\text{esc}}={\sqrt {\frac {2GM}{r}}}}
Man har nu netop den beskrevne formel; undvigelseshastigheden er lig kvadratroden af 2 gange den universelle gravitationskonstant gange himmellegemets masse over afstanden til himmellegemets massemidtpunkt.

## Forhold til omløbshastighed i en cirkelbane
For en cirkulær bane med radius {\displaystyle r} er accelerationen {\displaystyle a} givet ved
{\displaystyle a={\frac {v_{o}^{2}}{r}}},
hvor {\displaystyle v_{o}} er omløbshastigheden.
I kredsløb omkring et himmellegeme modsvares denne af tyngdeaccelerationen givet ved
{\displaystyle a_{g}={\frac {F_{g}}{m}}={\frac {GM}{r^{2}}}}
Dette giver ligningen
{\displaystyle a=a_{g}\Rightarrow {\frac {v_{o}^{2}}{r}}={\frac {GM}{r^{2}}}}
Ved på begge sider at gange med {\displaystyle r} og tage kvadratroden fås et udtryk for {\displaystyle v_{0}}:
{\displaystyle v_{o}^{2}={\frac {GM}{r}}\Rightarrow v_{0}={\sqrt {\frac {GM}{r}}}}
Hvis nu udtrykket for undvigelseshastighed omskrives end smule
{\displaystyle v_{\text{esc}}={\sqrt {\frac {2GM}{r}}}={\sqrt {2{\frac {GM}{r}}}}={\sqrt {2}}{\sqrt {\frac {GM}{r}}}},
kan man indsætte {\displaystyle v_{o}}:
{\displaystyle v_{\text{esc}}={\sqrt {2}}{\sqrt {\frac {GM}{r}}}\Rightarrow v_{\text{esc}}={\sqrt {2}}\cdot v_{o}}
Som forventet er forholdet mellem undvigelseshastighed og omløbshastighed kvadratroden af 2, hvilket er den faktor et rumskib skal øge dets fart med for at undvige planetens tyngdefelt. Bemærk igen at radius i denne formel er omløbsbanens radius, og at undvigelseshastigheden er beregnet under den antagelse, at rumskibet bevæger sig radialt væk fra planeten.